# Reaktiv artrit
Reaktiv artrit är en ledinflammation som visar sig genom att en eller flera leder svullnar upp och ömmar (artralgi), och som inträffar 4-8 veckor efter bakteriell infektion. 
Vanliga infektioner som kan utlösa reaktiv artrit är infektioner orsakade av salmonella, shigella, campylobacter, yersania och klamydia. Vanligtvis läker inflammationen av sig själv efter ett par månader, men i sällsynta fall kan sjukdomen bli kronisk.
Benägenhet för att kunna få reaktiv artrit är ärftlig och kan därmed även vara återkommande.
Tillståndet behandlas i vanliga fall inte mer än med att symtomen försöker lindras med smärtstillande samt antiinflammatoriskt läkemedel.